# 왕완지
왕완지(중국어: 王菀之, 병음: Wong Yuen Chi, 1979년 6월 18일 ~ )는 홍콩의 가수, 배우이다.